# 哈氏瘦獅子魚
哈氏瘦獅子魚，為輻鰭魚綱鮋形目杜父魚亞目獅子魚科的其中一種，分布於西北大西洋的北美洲東部海域，棲息深度可達1008公尺，體長可達4.8公分，為深海底棲性魚類，屬肉食性，生活習性不明。